# Artur Paul Duniecki

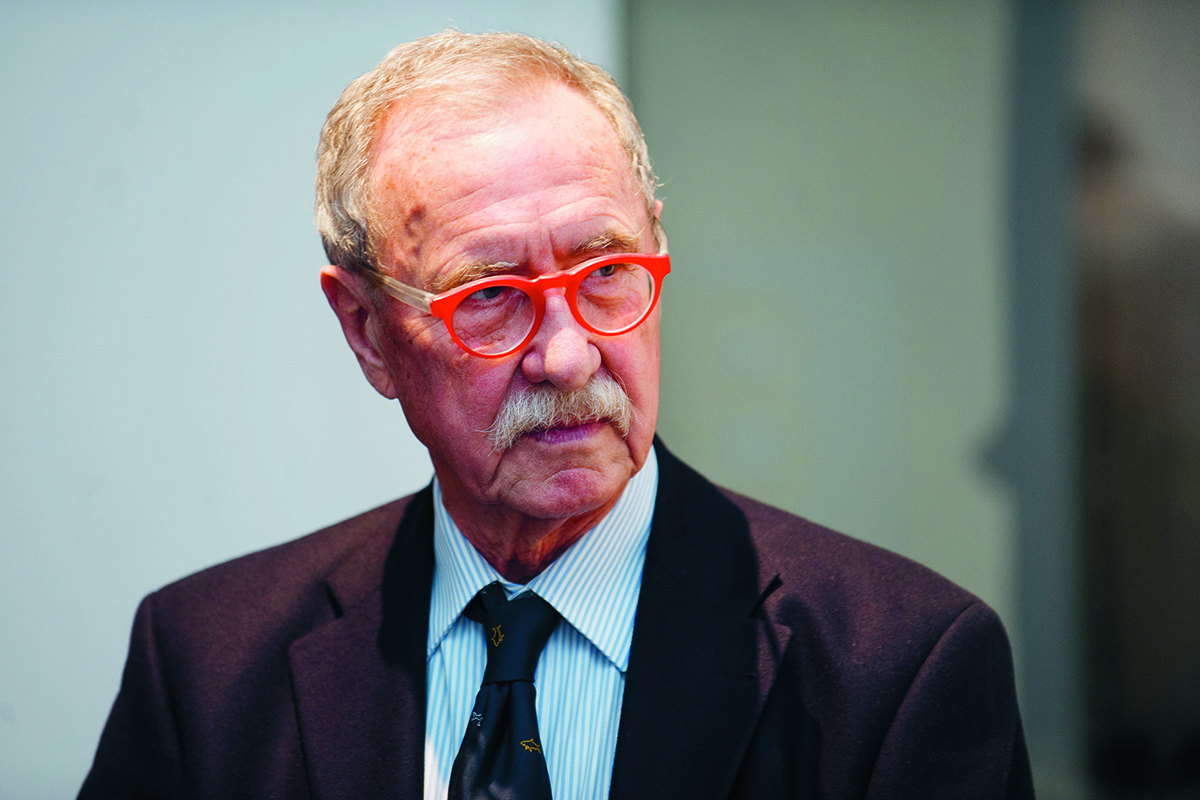
Architekt Artur Paul Duniecki, 2010

Artur Paul Duniecki (* 21. Dezember 1939 in Wien) ist ein österreichischer Architekt.

## Leben und Wirken
Artur Paul Duniecki kommt aus einer Künstler- und Juristenfamilie und wuchs in Wien auf. Er ist der Sohn von Schauspieler Arthur von Duniecki. Von 1946 bis 1954 wirkte er als Kinderdarsteller im Österreichischen Rundfunk (RAVAG), im Sender Rot-Weiß-Rot und am Wiener Volkstheater. Nach der Mittelschule inskribierte er Architektur an der Technischen Hochschule in Wien und schloss sein Studium 1968 mit dem Diplom ab. Er praktizierte bei Karl Schwanzer, Wilhelm Holzbauer und Stephenson & Gibney in Dublin. Nach Verleihung der Ziviltechnikerbefugnis gründete er 1975 sein eigenes Büro in Wien. Neben seiner Lehrtätigkeit von 1977 bis 1980 an der Universität für angewandte Kunst Wien zu theoretischen Grundlagen des Entwurfs entstanden zunächst Messedesigns für Weltkonzerne, individuelle Laden-Interieurs und Bankfilialen, aber auch Teamarbeiten für die Wiener U-Bahn. Es folgten städtebauliche Entwürfe, Wohnanlagen, Kaufhäuser, Gewerbe- und Industriebauten sowie Servicebauten. Von 1994 bis 1998 war er stellvertretender Vorsitzender der Architekten Österreichs der Bundesingenieurkammer und von 1994 bis 2017 Mitglied des Wiener Künstlerhauses.
Er war verheiratet mit Waltraud Duniecki (geb. Isnardy, 1941–1994), Kinder: Boris Paul (* 1968), Peter Nikolaus (* 1970) und Nadja Katharina (* 1976) und in zweiter Ehe mit der Malerin Charlotte Weinmann (1944–2008).

## Zum architektonischen Werk

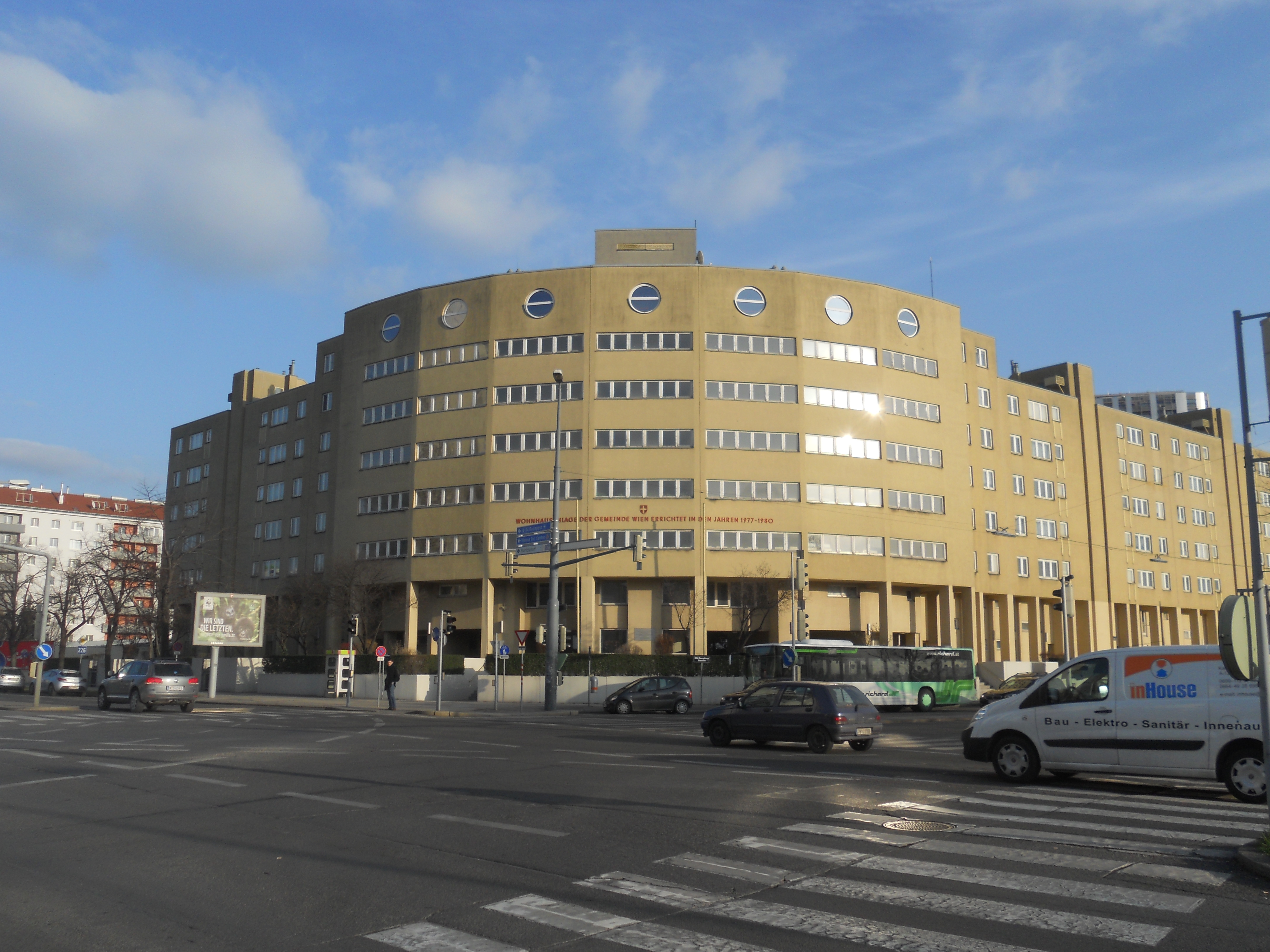
Wohnhausanlage Dresdner Straße der Stadt Wien, 1200 Wien

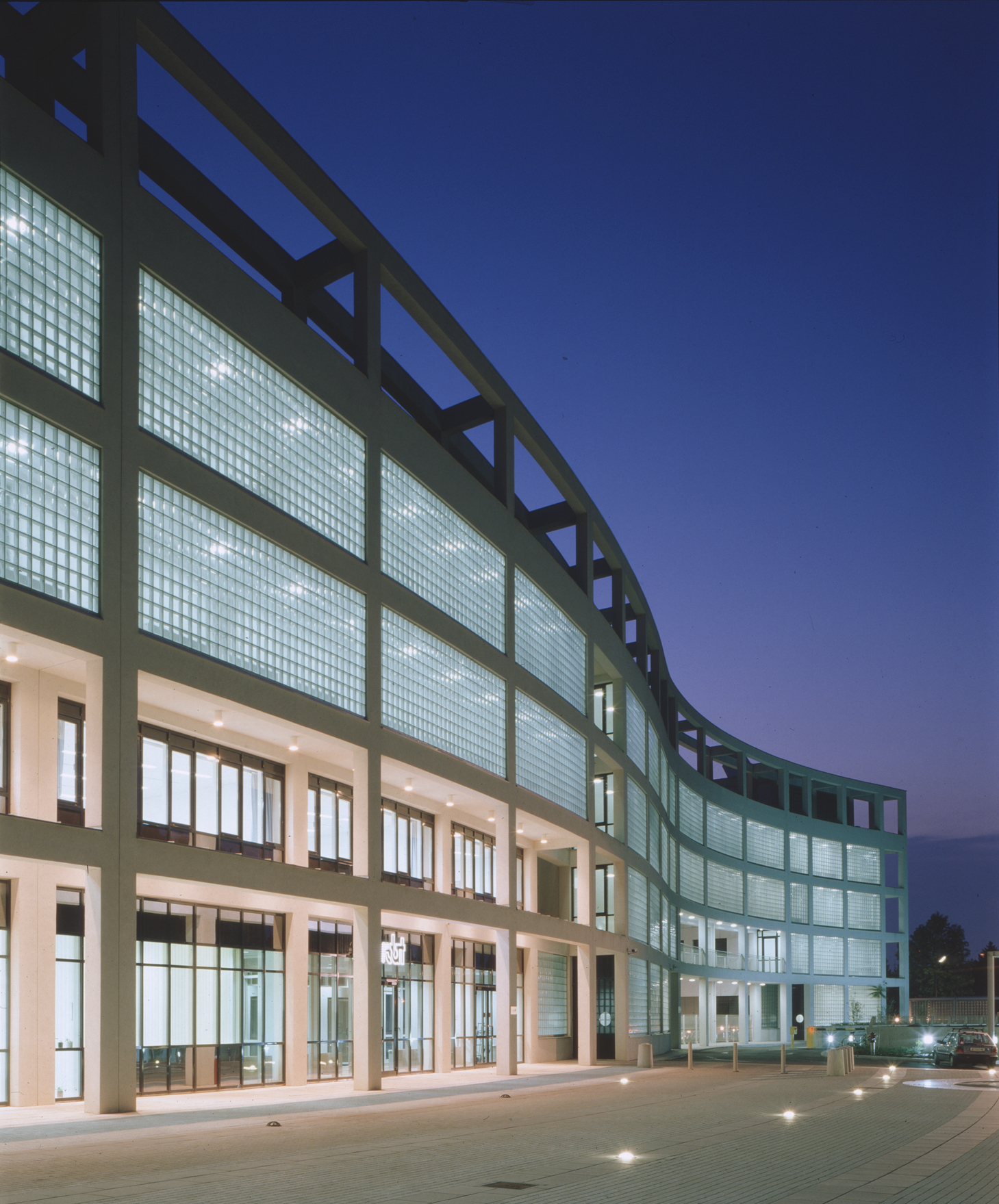
Spardat Rechenzentrum, 1994

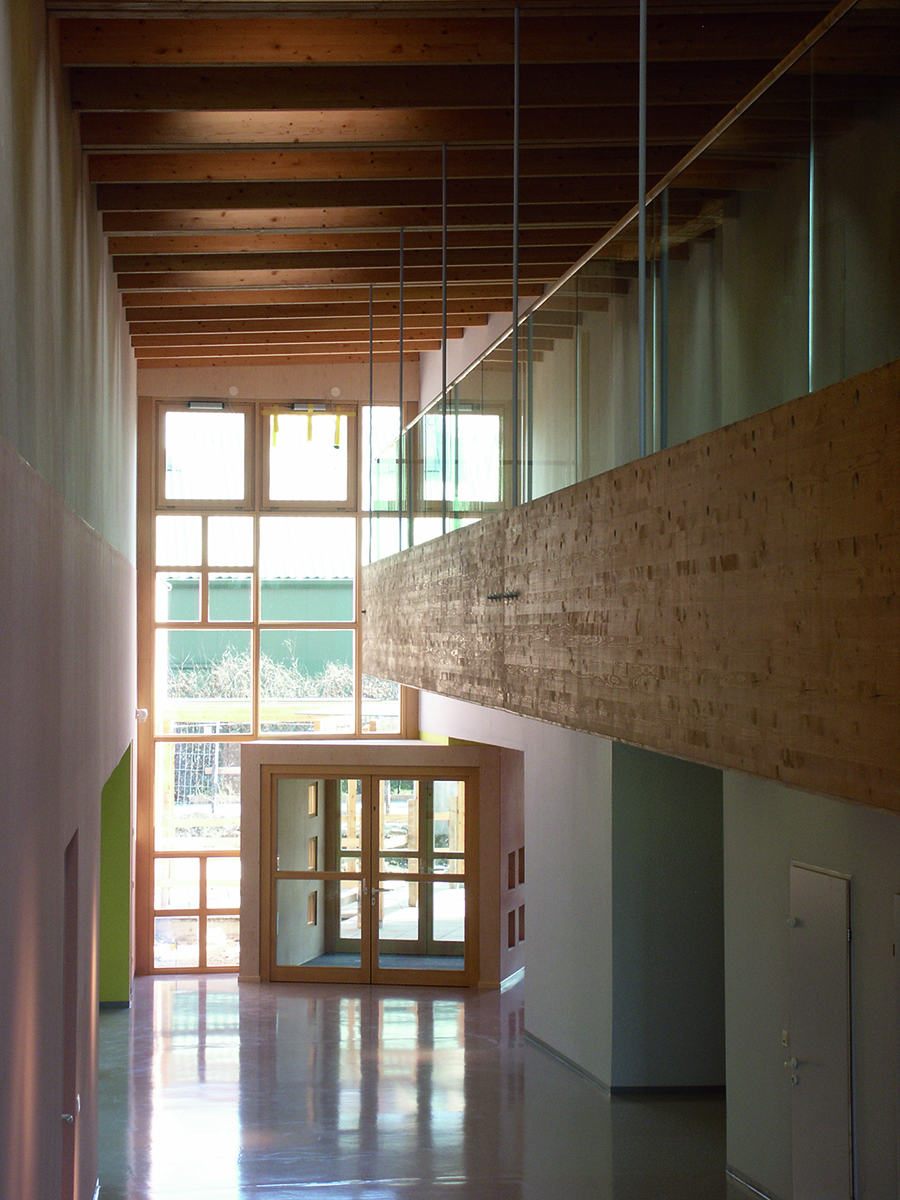
Kindergarten der Stadt Wien Bernoullistraße

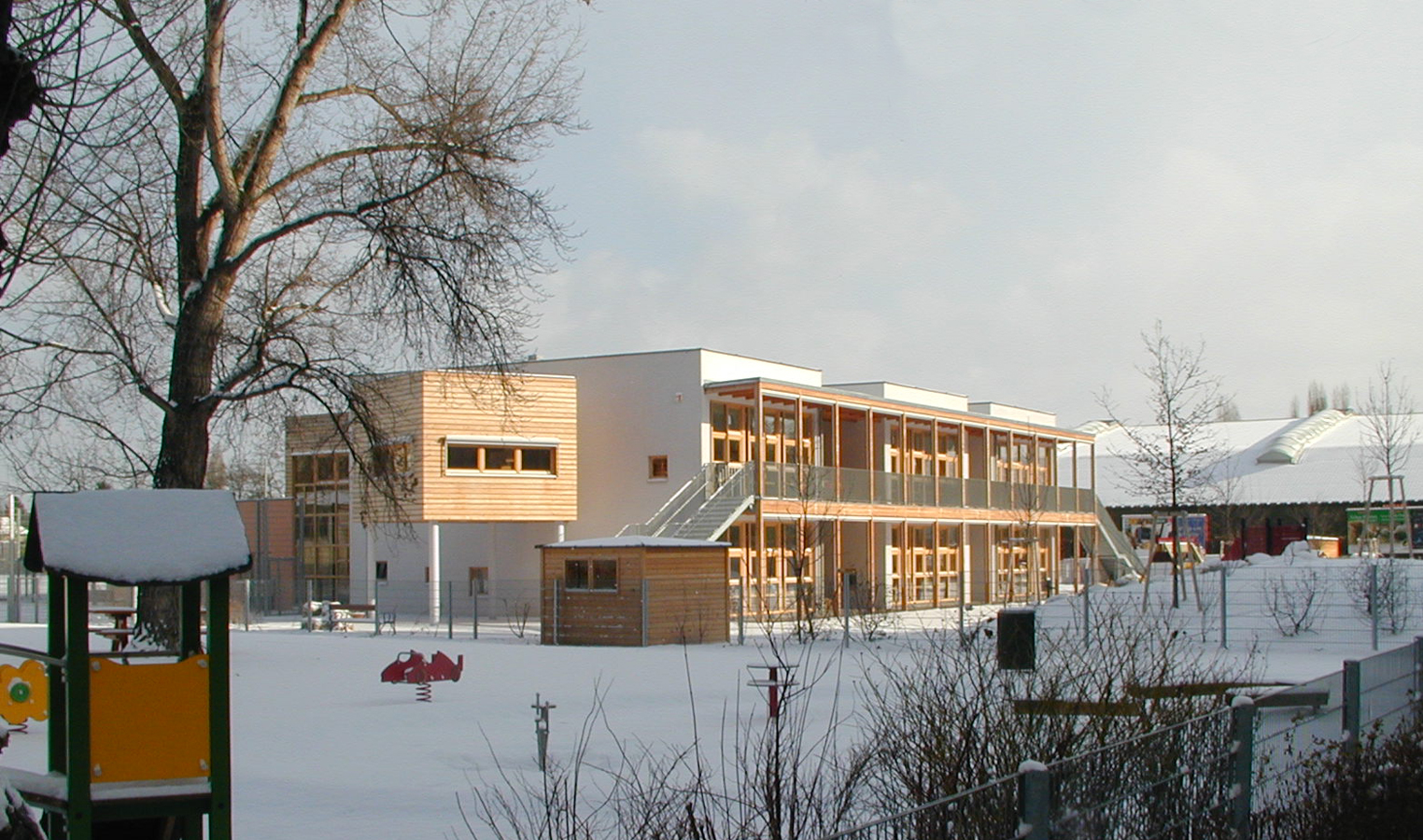
Kindergarten der Stadt Wien Bernoullistraße

Von Beginn an entwickelt Duniecki in seinen Bauten und Projekten einige Merkmale zu immer größerer Reife: Kompaktheit und Klarheit der Volumina, Übersichtlichkeit und „monumentale“ Einprägsamkeit – von der Großform bis zum Detail, und im dynamischen Kontrast dazu die „gespannten Bögen“, konstruktiv wie auch raumfassend, raumgebend eingesetzt. Strikte Funktionalität und sorgsame Einbettung ins urbane oder landschaftliche Umfeld verleihen seinen Entwürfen diese spezielle, großzügige Kontextualität, die nicht zuletzt im Medium virtuoser Skizzen und perspektivischer Schaubilder vorgedacht und nachvollziehbar ist
Zwischen 1975 und 2005 konnte das Büro von Architekt Duniecki Bauprojekte hauptsächlich in Wien umsetzen und so das Stadtbild Wiens mitgestalten. Laut Architekturwissenschaftler Otto Kapfinger lässt sich sein Schaffen in vier wesentliche Betätigungsfelder gliedern: Wohn- und Servicebauten, stadtstrukturelle Entwicklungsprojekte, Messedesign und Ausstellungsgestaltungen sowie Interieur und Ladenbau.
1. Im Bereich Wohnungsbau ist die „Wohnhausanlage Dresdner Straße“ (1980) in Wien-Brigittenau hervorzuheben.[4] Duniecki greift in seiner architektonischen Gestaltung das Motiv des Kreisbogens wiederholt auf und geht, um Elemente der Stadt neu zu definieren, wesentlich über eine Funktionserfüllung hinaus, wie Kapfinger 1980 dazu bemerkt.[5]
2. Sowohl seine Vorschläge zur Stadtteilplanung Handelskai (1990)[6] als auch das an den Dorfkern Aspern angrenzende städtebauliche Projekt „Gartenstadt in der Au“ (2000)[7] sind Beispiele für Dunieckis planerische Antworten auf vielschichtige städtebauliche Fragestellungen.
3. Für große internationale Konzerne entwickelte er neue Ausstellungs- und Messedesigns. Beispiele sind die Produktenschau in der Philips-Zentrale am Wienerberg (1976) oder die Messegestaltungen für Rank-Xerox (1982) und ITT (1987).[8] Zur Situation auf Messen äußert sich Duniecki 1983 kritisch in einem Interview: „Bei den Standardständen auf diversen Messen überwiegt die Funktion, sie versinken in der Regel in unendlicher Langeweile“.[9]
4. Beispiele für die Gestaltung von Interieurs sind der Juwelier Eisenstein in der Josefstädter Straße (1978), die Bank Austria in Speising (1999) oder die Bank Austria in der Operngasse gegenüber der Oper (1987), von der Elisabeth Schawerda schreibt: die Bank sei ein Beispiel einer „Architektur der positiven Urbanität, lebendig und anregend, kulturell anspruchsvoll, vielschichtig und funktionell, zurückhaltend und preziös.“[10]

Für Artur Paul Duniecki bilden Freihandzeichnungen eine charakteristische Grundlage architektonischer Gestaltungsentwürfe. Erweitert werden diese durch Landschafts- und Stadtbildskizzen, die er 2018 in einem eigenen Bildband veröffentlichte.
Architektur entsteht für Duniecki, „wenn in einem schöpferischen Akt Raum und Funktion, Form und Gestalt, Technik und Material zu einem logischen und harmonischen Ganzen verschmolzen werden.“ Die „Figur des gespannten Bogens“ und das „Monumentale“ bilden Motive seiner Auseinandersetzung. Sie finden sich etwa realisiert in der Gestaltung der Filiale der Möbelhauskette KIKA Wien Nord. Hier verfügt das Objekt über einen quadratischen Grundriss mit einer Seitenlänge von 80 m. Die Zugänge liegen in der Mitte der Schaufronten und werden durch runde Öffnungen im vorkragenden Dach betont. Das Dach liegt wie ein Deckel auf der verglasten Fassade des Obergeschoßes.

## Bauten (Auswahl)
- Juwelier Eisenstein, Josefstädter Straße, Wien 8, 1978
- Wohnhausanlage der Stadt Wien, Dresdner Straße, Wien 20, 1980
- Zentralsparkasse Rennweg, Wien 3, 1981
- Zentralsparkasse Filiale Operngasse, Wien 1, 1987
- Spardat Rechenzentrum, Geiselbergstraße, Wien 11, 1994
- Kika Wien Nord, Wagramer Straße, Wien 22, 1996
- Bank Austria Speising, Speisinger Straße, Wien 13, 1999
- Zentrum am Stadtpark, Landstraßer Hauptstraße, Wien 3, 2000
- Kindergarten der Stadt Wien, Bernoullistraße, Wien 22, 2002
- Kurzentrum Heilbad Sauerbrunn, Sauerbrunn, Burgenland, 2004
- AIT – Austrian Institute of Technology, Siemensstraße, Wien 21, 2005
- Atelier- und Wohnhaus Nussbaumer, Stettenhof, Niederösterreich, 2013

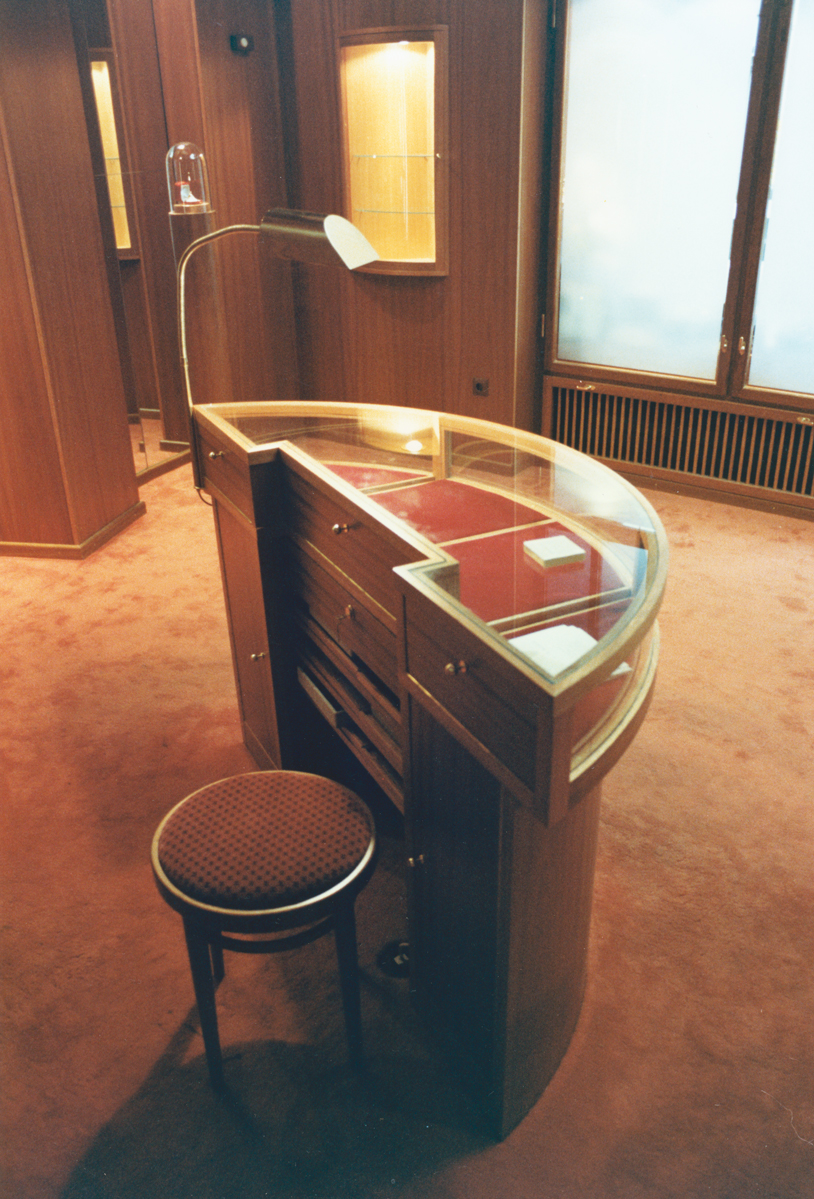
Juwelier Eisenstein, Wien 8, Josefstädter Straße 46, 1978
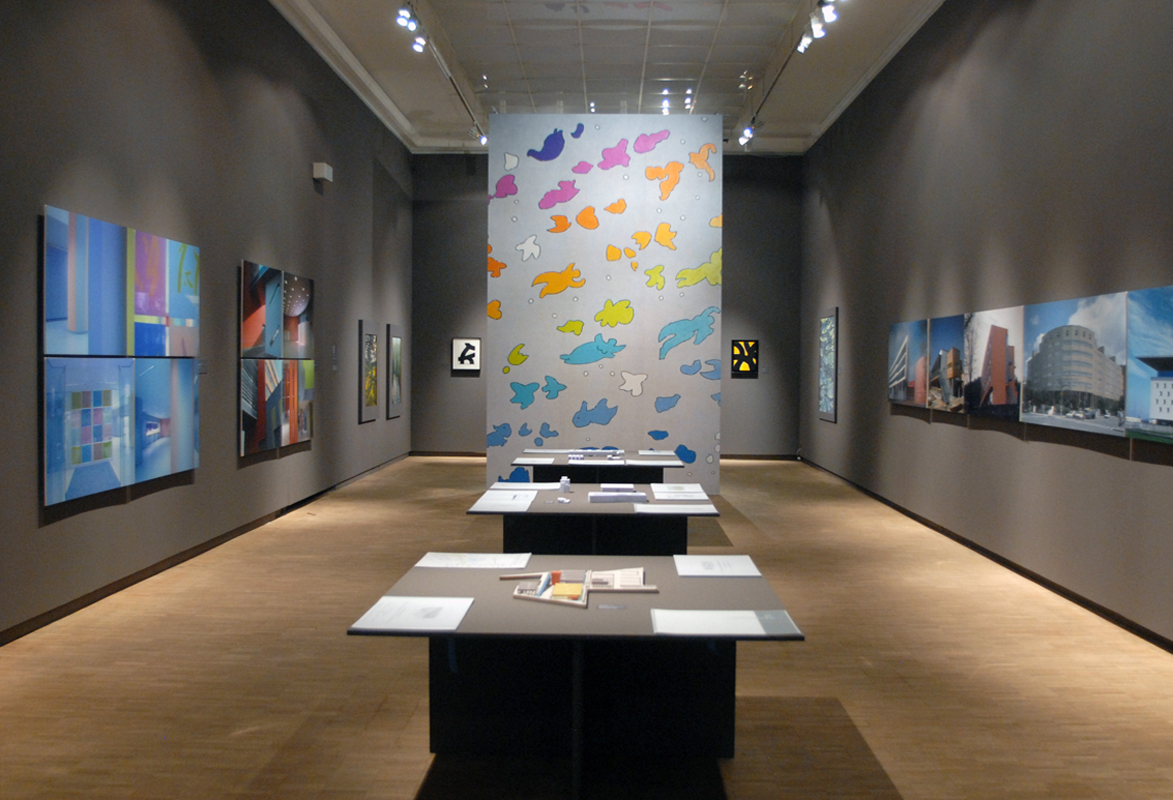
Retrospektive Artur Paul Duniecki & Charlotte Weinmann
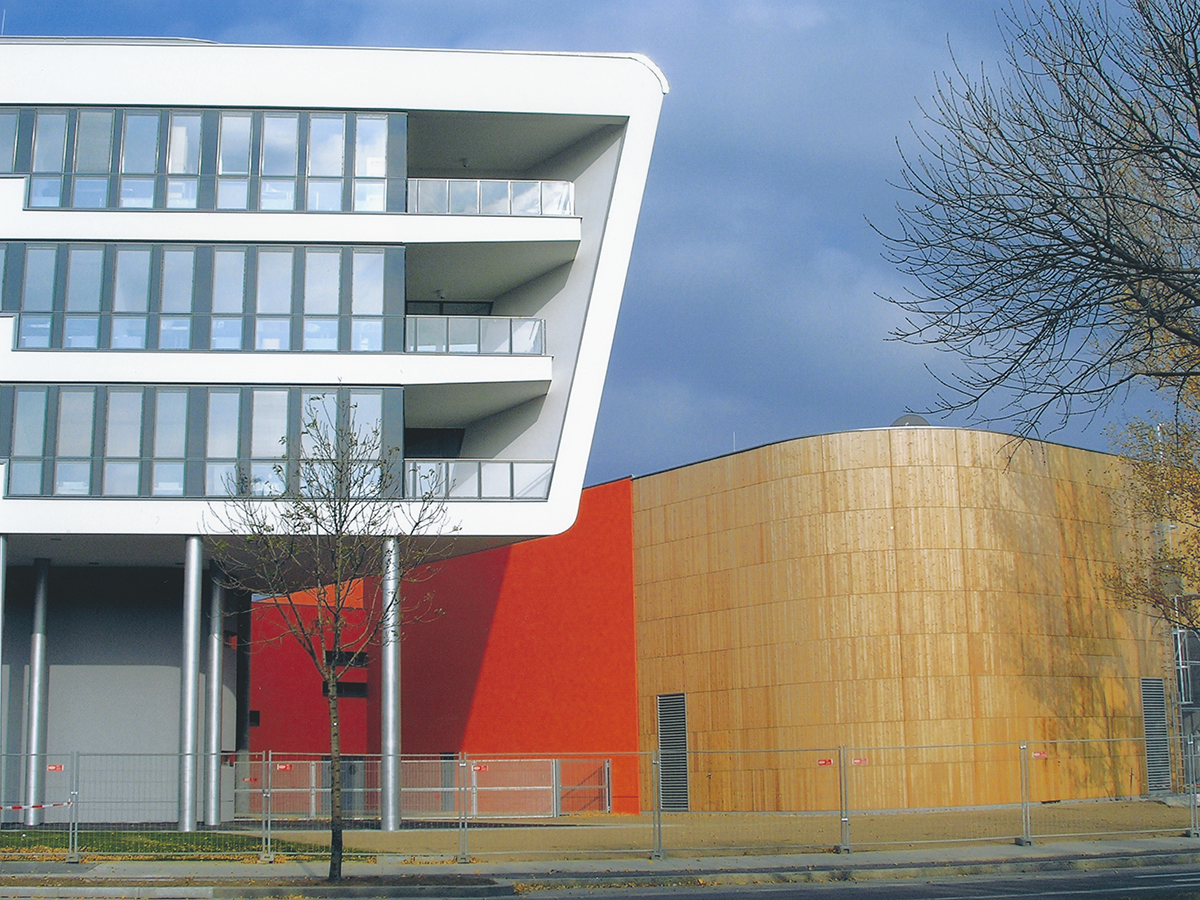
AIT – Austrian Institute of Technology
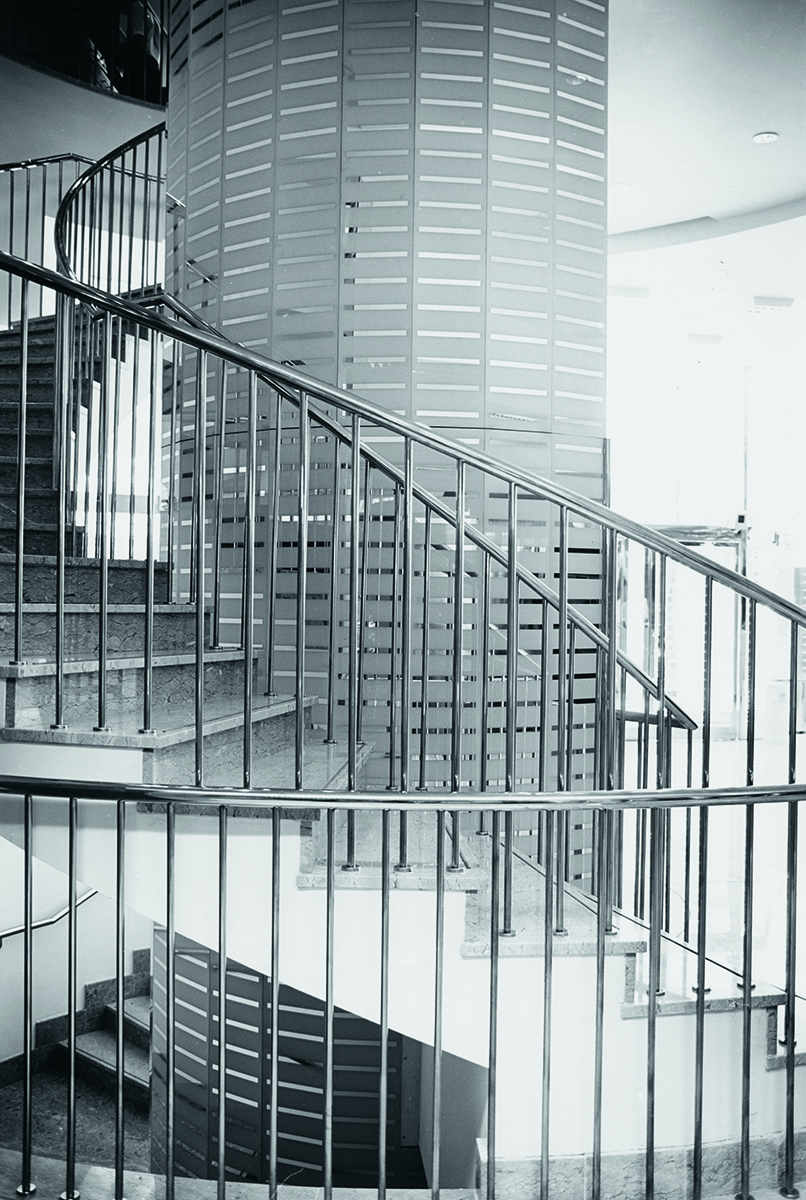
Zentralsparkasse, Bank Branch Operngasse
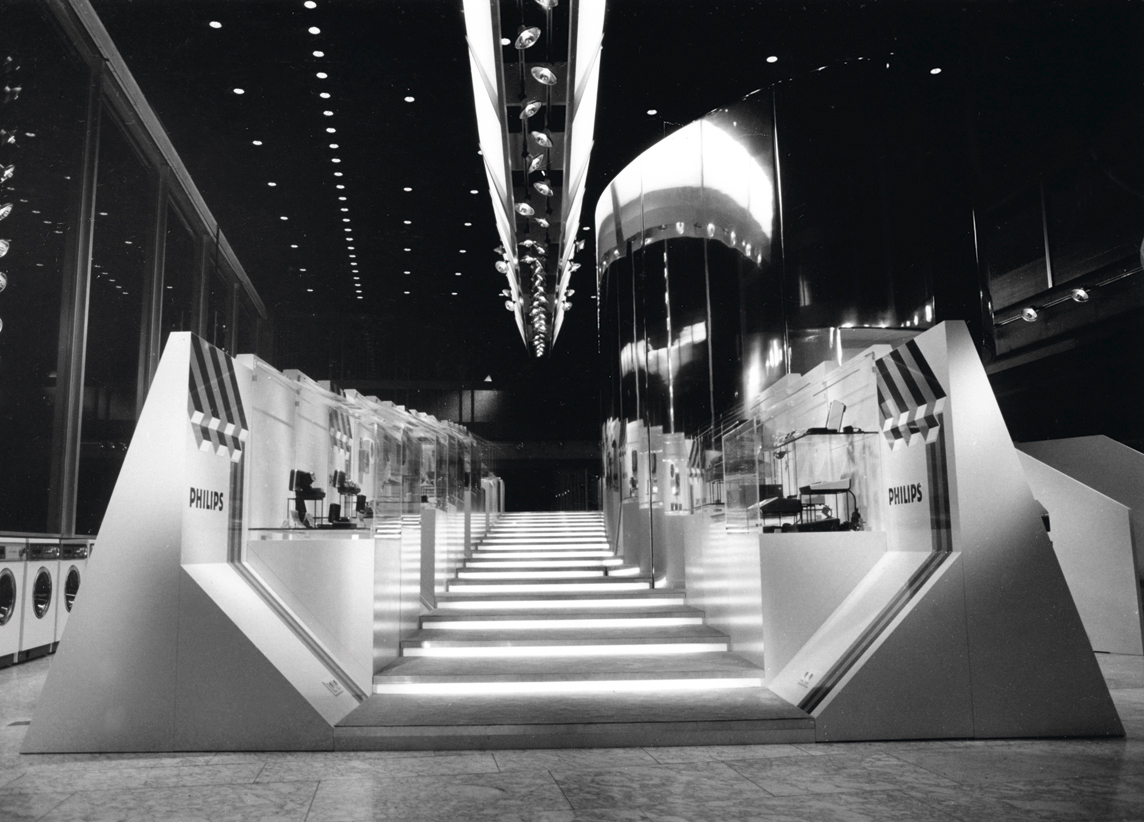
Zentralansicht der Produktenschau (Showroom)
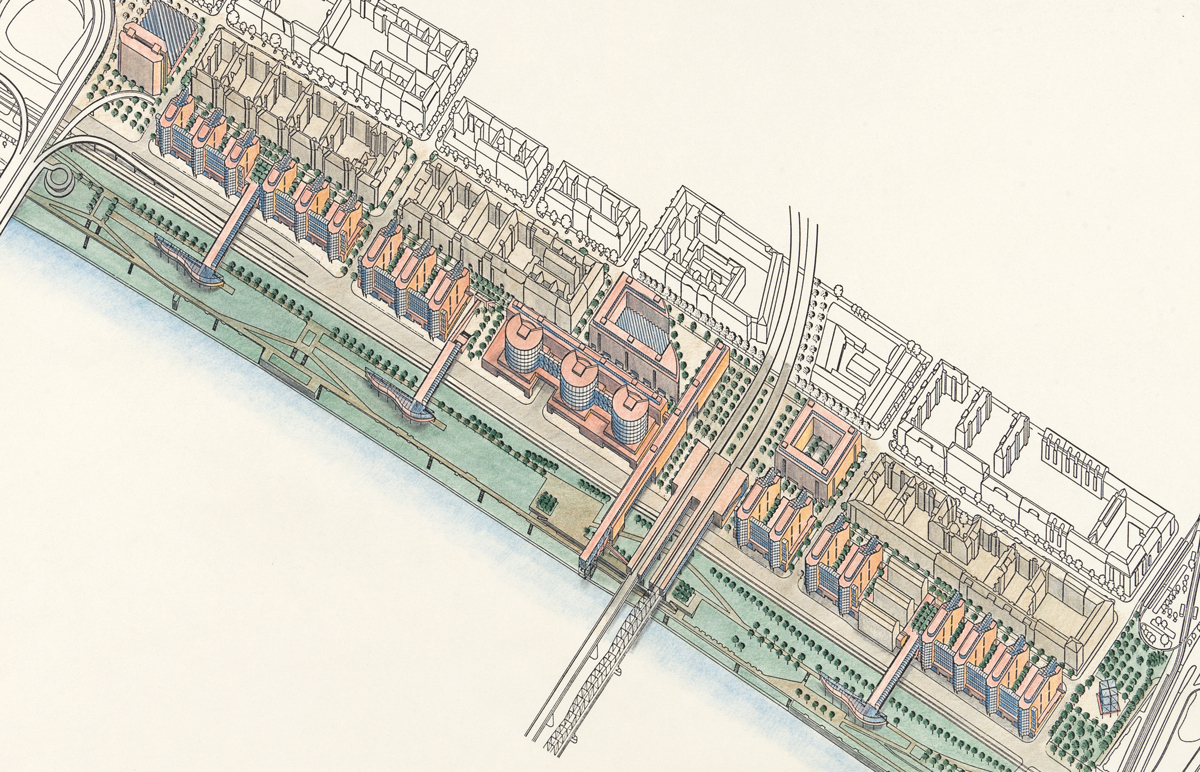
Axonometrie des gesamten Planungsgebietes
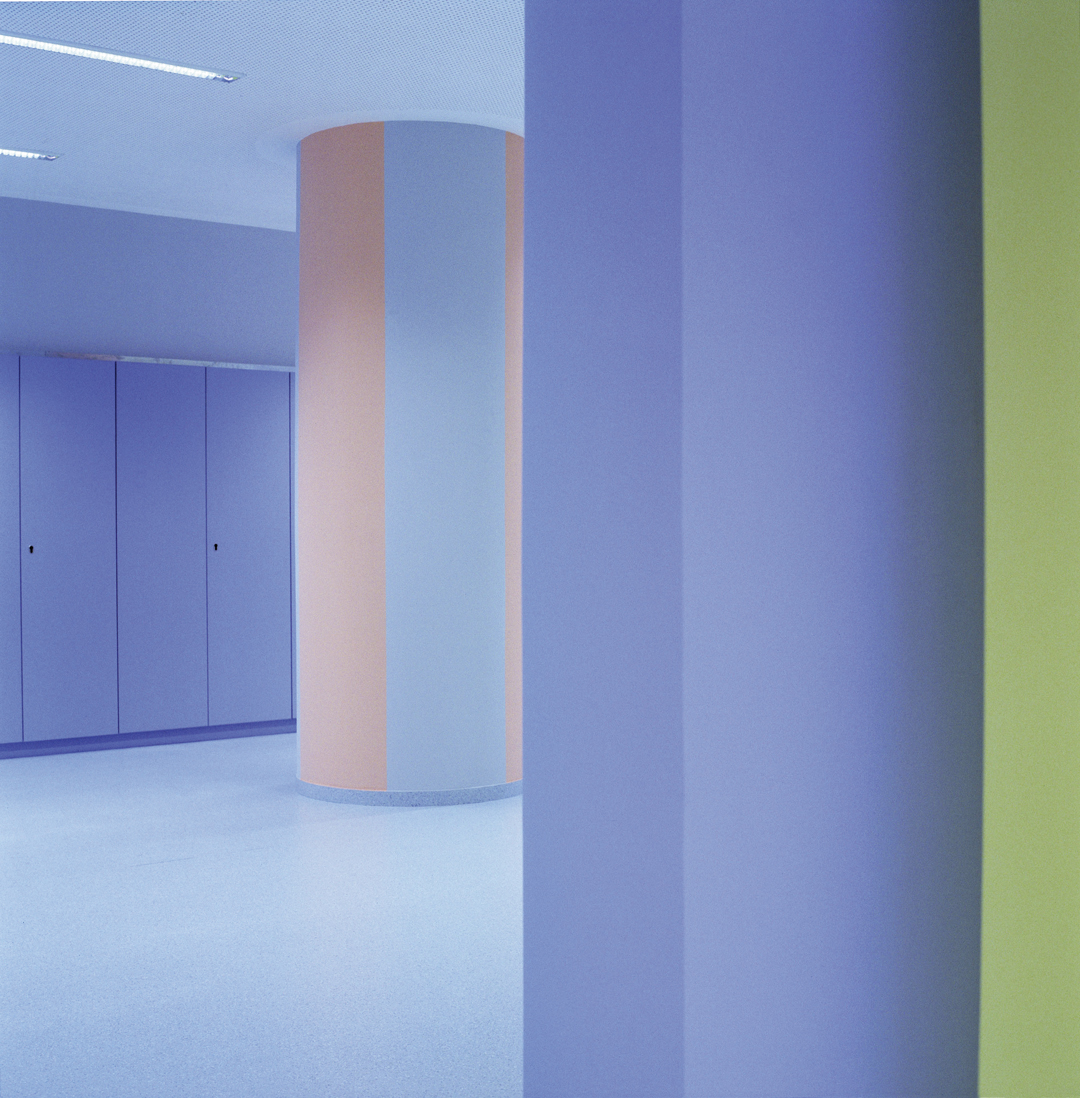
Bank Austria, Filiale Speising, 1999
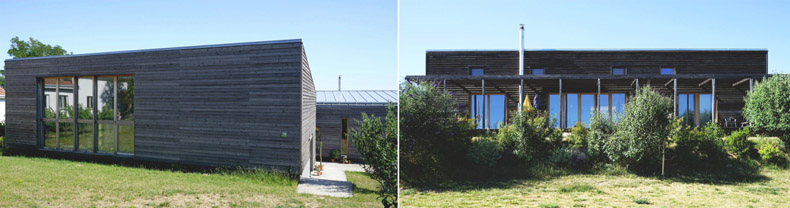
house Ingo Nussbaumer Stettenhof, Austria

## Ausstellungen (Auswahl)
- „Entwürfe für Wien“, Palais Ferstel und Steyr-Haus Wien, Beteiligung, 1988, 1989 und 1990
- „La Tentation Murale“, Galerie Mots+Tableaux, Brüssel (mit Charlotte Weinmann und Walter Weer), 1995
- „Visionäre Architektur“, Col.legi d’Arquitectes de Catalunya, Barcelona, mit Otto Häuselmayer, Beteiligung, 1996
- „La Tentation Murale“ Gallery Cachet (mit Josef Schweikhardt, Charlotte Weinmann und Walter Weer), 1997
- „Der Stand der Dinge“, Planungswerkstadt der Stadt Wien, Beteiligung 1998
- „Le Salon Grands et Jeunes d’Aujourd’hui“, Espace Eiffel-Branly, Paris, Beteiligung, 1999
- „Künstlerhaus Salon“ Wien, Beteiligung, 2002
- Retrospektive „Artur Paul Duniecki & Charlotte Weinmann“ (mit Peter Duniecki), Künstlerhaus Wien, 2011

## Publikationen
- Artur Paul Duniecki, Charlotte Weinmann (Hrsg.): Natura viva : Chiffren & Signaturen. deA, Gumpoldskirchen 2011, ISBN 978-3-901867-34-7.
- Artur Paul Duniecki, Charlotte Weinmann (Hrsg.): Wasserschriften. Der Apfel, Wien 2010, ISBN 978-3-901867-34-7.
- Artur Paul Duniecki: Die zeichnende Hand. Skizzen von Artur Paul Duniecki Verlag Löcker, Wien 2015, ISBN 978-3-85409-767-9.
- Artur Paul Duniecki: Artur Paul Duniecki. Architekt Verlag Birkhäuser, Wien 2021, ISBN 978-3-0356-2478-6.

## Hörspiele (Auswahl)
- 1950: Alexander Engel: Der ewige Jüngling (Peter) – Regie: Heinz Schulbaur (Hörspielbearbeitung – ORF)